# Haute-Sambre en amont de Thuin
Haute-Sambre en amont de Thuin este o arie protejată (arie specială de conservare — SAC, sit de importanță comunitară — SCI, arie de protecție specială avifaunistică — SPA) din Belgia întinsă pe o suprafață de 394,15 ha, integral pe uscat.

## Localizare
Centrul sitului Haute-Sambre en amont de Thuin este situat la coordonatele 50°19′13″N 4°13′50″E / 50.320283°N 4.230636°E.

## Înființare
Situl Haute-Sambre en amont de Thuin a fost declarat arie de protecție specială avifaunistică în decembrie 2016 pentru a proteja 26 de specii de animale. Alte tipuri de protecție:
- sit de importanță comunitară (în ianuarie 2004)
- arie specială de conservare (în decembrie 2016)[1][3][4]

## Biodiversitate
Situată în ecoregiunile atlantică și continentală, aria protejată conține 10 habitate naturale: Lacuri eutrofice naturale cu vegetație de tip Magnopotamion sau Hydrocharition, Cursuri de apă de la nivel de câmpie la nivel montan, cu vegetație Ranunculion fluitantis și Callitricho-Batrachion, Liziere de ierburi înalte hidrofile de câmpie și de nivel montan până la alpin, Fânețe de joasă altitudine (Alopecurus pratensis, Sanguisorba officinalis), Pante stâncoase silicioase cu vegetație casmofită, Păduri de fag acidofile atlantice, cu subarboret de Ilex și, uneori, de asemenea, Taxus, la nivelul arbuștilor (Quercion robori-petraeae sau Ilici-Fagenion), Păduri de fag Asperulo-Fagetum, Păduri de fag din Europa Centrală dezvoltate pe sol calcaros cu Cephalanthero-Fagion, Păduri pe pante, grohotișuri și ravene de Tilio-Acerion, Păduri aluvionare cu Alnus glutinosa și Fraxinus excelsior (Alno-Padion, Alnion incanae, Salicion albae).
La baza desemnării sitului se află mai multe specii protejate:
- păsări (15): lăcar-de-rogoz (Acrocephalus schoenobaenus), pescăruș albastru (Alcedo atthis), rață pitică (Anas crecca), rață cârâitoare (Anas querquedula), erete de stuf (Circus aeruginosus), ciocănitoarea de stejar (Dendrocopos medius), ciocănitoare neagră (Dryocopus martius), egretă albă (Egretta alba), becațină comună (Gallinago gallinago), gușă albastră (Luscinia svecica), becațină mică (Lymnocryptes minimus), vultur pescar (Pandion haliaetus), viespar (Pernis apivorus), bătăuș (Philomachus pugnax), fluierar de mlaștină (Tringa glareola)
- amfibieni (1): triton cu creastă (Triturus cristatus)
- mamifere (4): liliac cu urechi mari (Myotis bechsteinii), liliac de iaz (Myotis dasycneme), liliac cărămiziu (Myotis emarginatus), liliac comun (Myotis myotis)
- nevertebrate (2): Unio crassus, Vertigo moulinsiana
- pești (4): zvârluga (Cobitis taenia), zglăvoacă (Cottus gobio), țipar (Misgurnus fossilis), Rhodeus sericeus

Pe lângă speciile protejate, pe teritoriul sitului au mai fost identificate 10 specii de plante, 9 specii de amfibieni, 6 specii de mamifere, 2 specii de nevertebrate, 1 specie de reptile.